# Droga wojewódzka nr 784
Droga wojewódzka nr 784 (DW784) – droga wojewódzka w województwach: łódzkim i śląskim o długości 31 km łącząca DK91 w Radomsku z DW786 i DW793 w Świętej Annie. Droga przebiega przez 2 powiaty: radomszczański, częstochowski.

## Miejscowości leżące przy trasie DW784
- Radomsko
- Pławno
- Gidle
- Dąbrowa Zielona
- Święta Anna (województwo śląskie)